# Léon Zwingelstein
Léon Zwingelstein, né le 16 octobre 1898 à Rennes et mort accidentellement le 13 juillet 1934 lors de l'ascension du pic de l'Olan, à la limite des départements de l'Isère et des Hautes-Alpes, est un alpiniste  réputé pour avoir réalisé en solitaire la traversée de l'arc alpin en 1933.

## Biographie
Lors de la Première Guerre mondiale, Léon Zwingelstein participe aux combats à partir d'avril 1918 où il est gazé et évacué du front. Il arrive à Grenoble en septembre 1920, comme étudiant à l'Institut électrotechnique de l’avenue Félix-Viallet. Durant sa vie d'étudiant, il habite sur les hauteurs du quartier Saint-Laurent de Grenoble et tombe amoureux du massif de l'Oisans. Dès qu'il peut, il fait des sorties en ski avec son copain J.-P. Loustalot, avec lequel il réalise le 24 mai 1922 l'ascension des Tours de Forges sur le versant ouest du Moucherotte, puis le 6 juillet la première ascension de la Pierra Menta ou encore celle du versant nord du col du Diable dans le massif des Écrins en juillet 1923.
À la fin de ses études, il part travailler dans l’ouest de la France avec son diplôme d'ingénieur, mais revient à Grenoble durant l'été 1926. Dès son retour, il prend sac à dos et tente, et part dans les montagnes en enchaînant les ascensions, mont Gioberney, tête de la Pilatte, La Meije, le col des Avalanches, le mont Aiguille, le mont Blanc du 4 août au 7 août, où le mauvais temps l'empêche d'y accéder, puis la Vanoise. Dans son petit appartement du 13 rue Bayard à Grenoble, il prend soin de confectionner lui-même son matériel en ramenant le poids de sa tente à 1,350 kg, en se fabriquant duvet et passe-montagne, mais surtout en étudiant scientifiquement son alimentation quotidienne et inventant de vraies rations de sportif pour ramener à 20 kg le poids de son sac à dos.
Le 9 juillet 1928, il apprend la mort de son copain Loustalot et de sa femme Yvonne lors d’une course sur l'Aiguille Verte. Le choc est terrible car « Zwing » avait perdu son père à l’âge de 15 ans et sa mère peu de temps après. Les pages de ses carnets de randonnée restent vides en 1928 et 1929 et il ne retrouve ses skis qu’en 1930 où il sillonne les Alpes de Chamonix à la Vanoise. Personnage modeste, avare de paroles, mais d’une résistance physique exceptionnelle, il écrit le 31 janvier 1933 dans son carnet de route : « Je viens d'achever mes préparatifs ! Demain je vais me lancer dans la grande aventure, entreprendre ce long raid à ski auquel je songe depuis une dizaine de mois, le parcours entier des Alpes de Nice au Tyrol. Je dois entreprendre seul ce long raid (...) Quoi qu'il arrive, je veux atteindre le but fixé : je réussirai. »

## La traversée des Alpes
Il entreprend ce rêve fou le 1er février 1933 avec la première grande traversée de l'Arc Alpin au départ de Grenoble, préférant ne pas faire trop de publicité sur ce raid avant son départ. Pendant 90 jours, il passe par le col du Lautaret pour aller à Nice et Cannes, puis commence véritablement son raid en remontant vers Chamonix via le col de Montgenèvre, passe par Zermatt, Brigue (Suisse), Saint-Moritz le 5 avril. Le 7 avril il passe brièvement en Autriche, à la Wiesbadernerhütte, et repart dans l'autre sens, mais par un autre itinéraire : Davos, le col de l'Oberalp, Brigue le 14 avril, Ginansalp, et finalement à nouveau Chamonix le 1er mai. Il franchit 23 cols entre 2 000 et 3 000 mètres, 22 cols entre 3 000 et 3 800 mètres, traverse 50 glaciers, parcourant au total 2 000 km à ski et 58 500 mètres de dénivelé positive. Il termine son périple en train entre Chamonix et Grenoble le 1er mai, mais son grand raid ne sera relaté par la revue mensuelle La montagne qu'en mars, avril, novembre et décembre 1934.

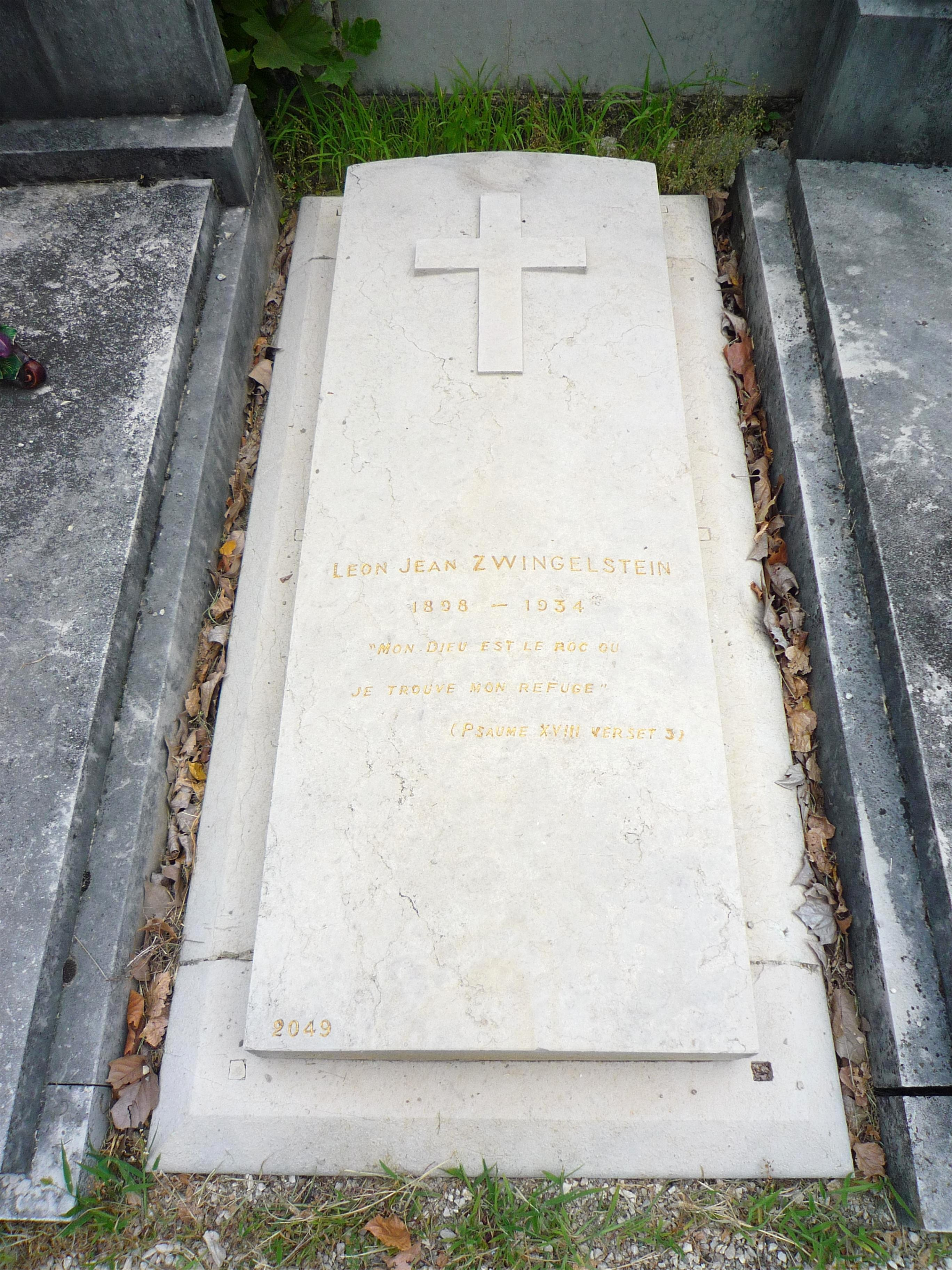
Tombe de Léon Zwingelstein

Au soir du 12 juillet 1934, « Zwing » âgé de 35 ans et son copain de cordée Pierre Martin-Morel âgé de 32 ans signent le registre du refuge du Pas de l'Olan lors d'une nouvelle ascension. Le lendemain 13 juillet, atteints par la foudre[réf. souhaitée] à la descente, ils font une chute mortelle. Quelques jours plus tard, des habitants du Valgaudemar, inquiets de ne pas les voir revenir, donnent l'alerte. Des sauveteurs viennent de Saint-Firmin, de Grenoble, de Chamonix pour les rechercher. Les sauveteurs découvrent d'abord leurs piolets dans le grand couloir de la face sud puis un peu plus bas les corps des deux malheureux encore unis à la corde.
Comme son dernier compagnon de cordée, Léon Zwingelstein est inhumé au cimetière Saint-Roch de Grenoble. En 1995, la communauté des alpinistes apprenant que sa concession au cimetière n'est pas renouvelée et que sa tombe est menacée de disparition, se mobilise avec succès pour la faire renouveler.